# Gary Caldwell (football)
Pour les articles homonymes, voir Gary Caldwell et Caldwell.
Gary Caldwell est un footballeur écossais né le 12 avril 1982 à Stirling. Il fait partie du Tableau d'honneur de l'équipe d'Écosse de football, où figurent les internationaux ayant reçu plus de 50 sélections pour l'Écosse, étant inclus en septembre 2012.

## Biographie
Ce défenseur central international écossais (24 sélections depuis 2002) est arrivé au Celtic FC en juillet 2006 en provenance d'Hibernian Edinburgh. Auparavant il a porté les couleurs de Newcastle United FC & de Coventry City FC.
C'est le frère cadet du défenseur Steven Caldwell qui a porté également les couleurs de Newcastle United & de Sunderland AFC. Le 13 janvier 2010, il signe un contrat de quatre ans et demi au Wigan Athletic Football Club.
Le 28 février 2015, il annonce sa retraite de football, à la suite d'une blessure. 
Le 7 avril 2015, il devient entraîneur du Wigan Athletic.

## Palmarès
- Celtic Glasgow
  - Scottish League
    - Champion (2) : 2007, 2008

  - Scottish Cup
    - Vainqueur : 2007

  - League Cup
    - Vainqueur : 2009

### Personnel
- Membre de l'équipe-type de Scottish Premier League en 2008 et 2009